# Harstad
Harstad (en noruec) o Hárštá (en sami septentrional) és una ciutat i municipi de Noruega, al comtat de Troms. Amb una població de 24.695 habitants (2016), és la segona ciutat més gran del comtat, després de Tromsø, així com la quarta ciutat més gran de Nord-Norge.
La ciutat se situaal nord-est de la gran illa de Hinnøya, al llarg del Vågsfjorden. Harstad està a poc més de 250 quilòmetres del cercle polar àrtic, i això fa que la temperatura mitjana anual sigui de tan sols 3 °C.
Harstad compta amb l'església medieval més septentrional del món, l'església de Trondenes. La ciutat també té una universitat, un aeroport i un hospital, convertint-se així en la capital del sud de Troms og Finnmark.

## Geografia
La ciutat de Harstad i els pobles del voltant formen un municipi. El municipi engloba diverses illes al sud del comtat de Troms og Finnmark. La major part del municipi es troba a la gran illa d'Hinnøya, que és l'illa més gran de la costa de Noruega (a l'arxipèlag de les Svalbard hi ha tres illes de major superfície). La part nord del municipi es troba en illes més petites com ara Grytøya i moltes altres illes menors entre l'Andfjorden (a l'oest) i el Vågsfjorden (a l'est). El sud del municipi també engloba altres illes petites, sent la principal Arnøya.
Harstad està vorejat pel municipi de Kvæfjord a l'oest i de Tjeldsund (al comtat de Nordland) al sud. Al sud-est, un pont de 300 metres connecta Hinnøya amb el municipi de Skånland i amb el continent. Al nord-est hi ha la Vågsfjorden, on Harstad comparteix una frontera d'aigua amb el municipi d'Ibestad. La ciutat de Harstad en si es troba a la part nord-est d'Hinnøya; és l'única ciutat a l'illa, i és coneguda popularment com a Vågsfjordens perle (La perla del Vågsfjorden).
La muntanya més alta a Harstad és el mont Sætertinden, amb una altitud de 1.095 m sobre el nivell del mar. Nupen, una muntanya de 412 metres d'altura situada al nord-oest del municipi, a la frontera amb Kvæfjord.

### Clima i llum

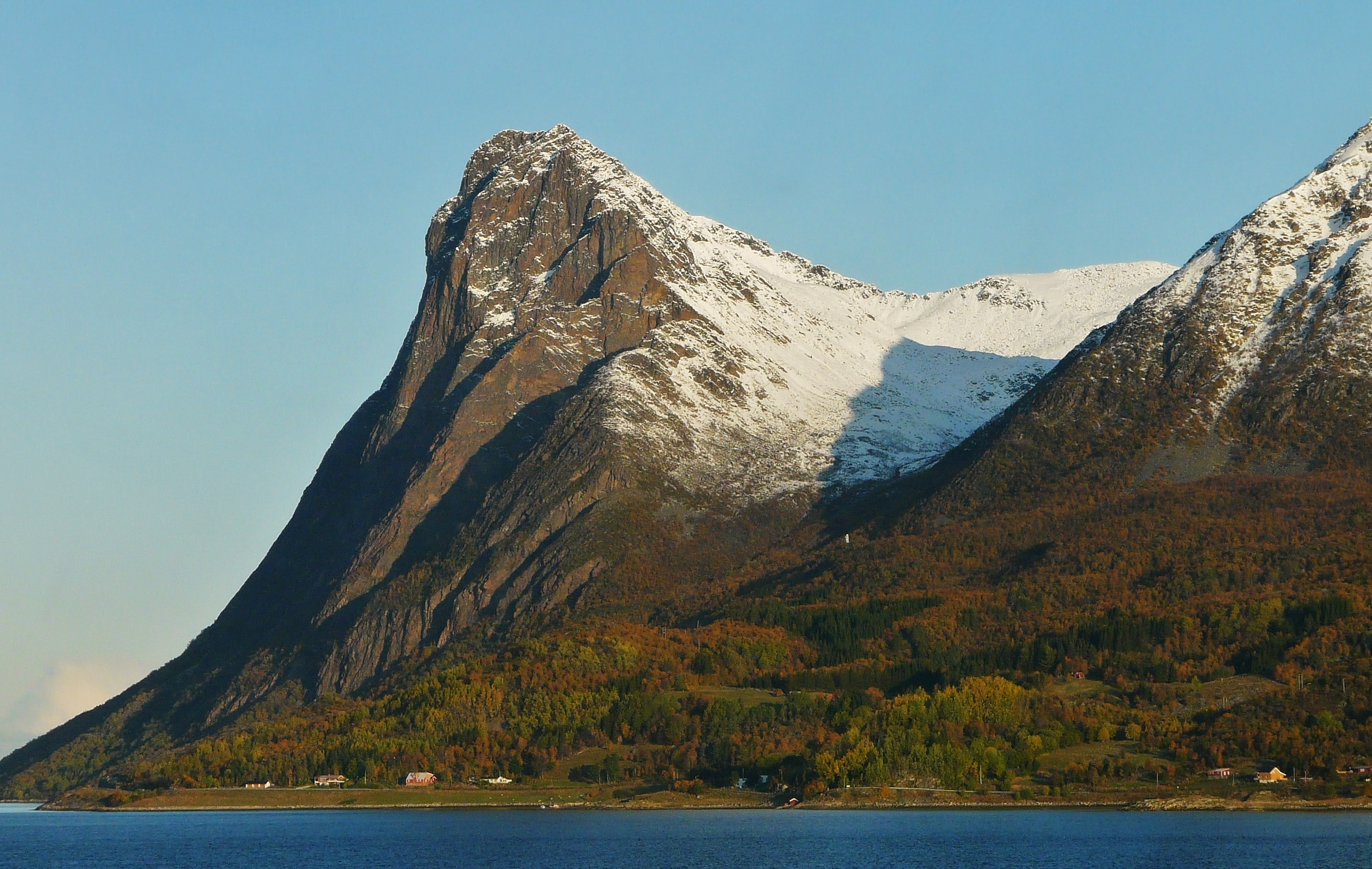
Toppen (muntanya de Grytøya, octubre del 2009)

Tot i estar situat al nord del cercle polar àrtic, Harstad compta amb un clima oceànic subpolar amb hiverns relativament suaus i estius frescos. Harstad no té els clàssics hiverns brutals que la majoria d'ubicacions reben al nord del cercle polar àrtic, i està protegida dels forts vents de l'Atlàntic per una serralada a l'oest. La ciutat experimenta realment hiverns més càlids que les principals ciutats situades entre 25 i 30 graus més al sud de la latitud a l'hemisferi nord, com Pequín, Chicago i Toronto. Els estius a Harstad són frescos, amb temperatures altes mitjanes poques vegades superiors als 22 °C. La mitjana de temperatura anual és de 3,9 °C (des del 1961 fins al 1990) i la precipitació mitjana anual és de 850 mil·límetres. Amb un clima de gran oscil·lació tèrmica, les temperatures d'hivern poden baixar fins a -15 °C, i a l'estiu poden arribar als 27 °C. No obstant això, el juliol del 2014 es registraren 6 dies amb temperatures per damunt de 27 °C i un nou màxim històric de 31,7 °C el 10 de juliol d'aquell any.
La ciutat compta amb sol de mitjanit durant els mesos d'estiu, del 22 al 18 de juliol. La nit polar, quan el sol està sempre per sota de l'horitzó, dura del 30 de novembre al 12 de gener. En aquest moment, hi ha 3-4 hores d'alba i al capvespre prop del migdia, de vegades amb cels de colors cap al sud. Des de finals de gener, el període de llum augmenta ràpidament, arribant a 12 hores abans de març i 18 hores a l'abril. Harstad està situada enmig de l'aurora boreal de zona, i l'aurora es pot veure sovint en les nits clares, però no a l'estiu a causa de la llum del dia contínua.

### Transport

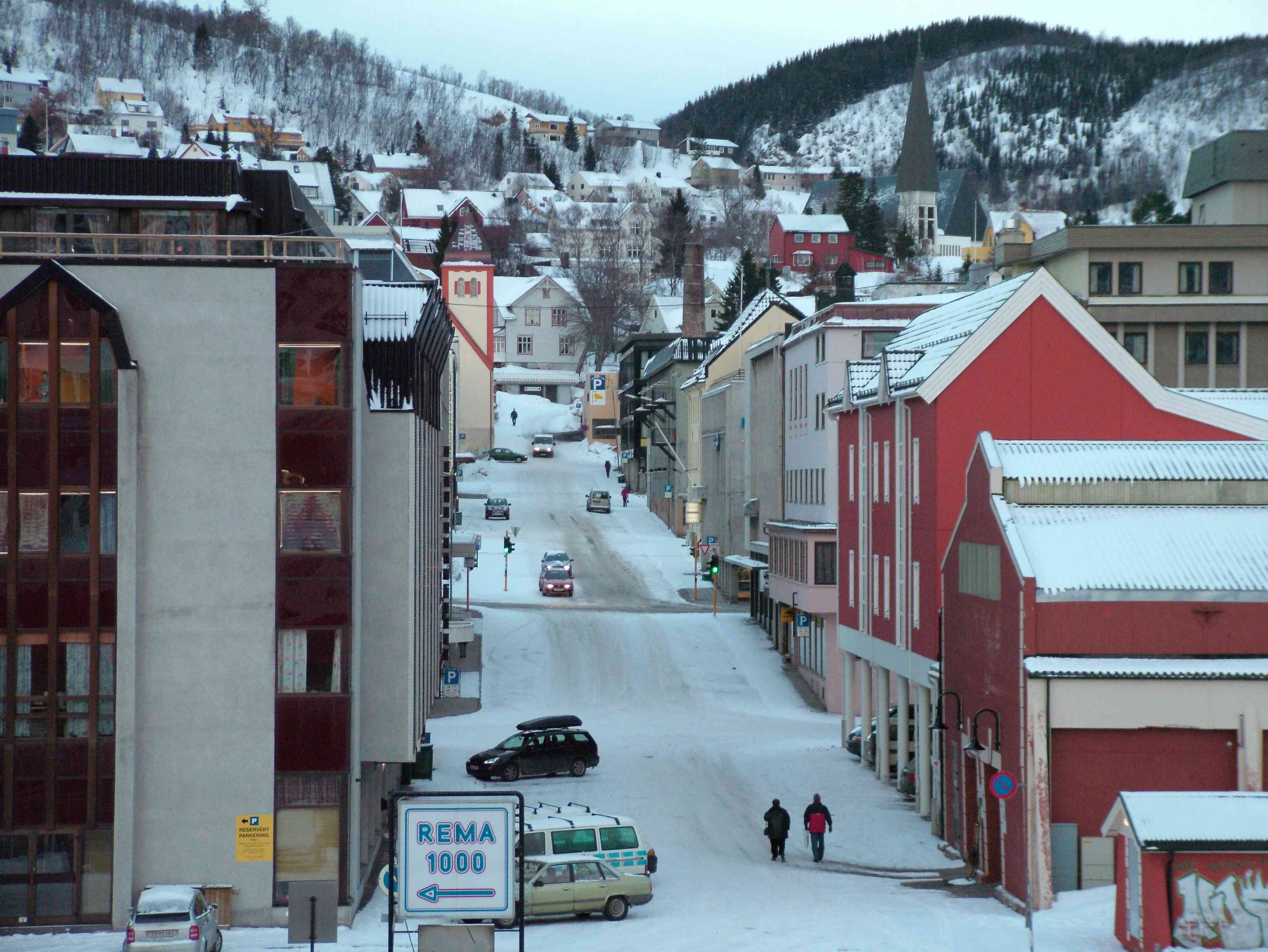
Carrer principal de Harstad, febrer del 2005. Vista cap a l'oest des d'un vaixell Hurtigruten.

L'aeroport més proper és l'Aeroport de Harstad/Narvik, situat a la part continental, a 44 quilòmetres per carretera del centre de la ciutat.
Excepte a la primavera, cada matí un vaixell de Hurtigruten para a Harstad. També hi ha diversos ferris i autobusos al districte i a Harstad hi ha autobusos locals. La companyia d'helicòpters al nord de Noruega, Heli-Team, es troba a Harstad.

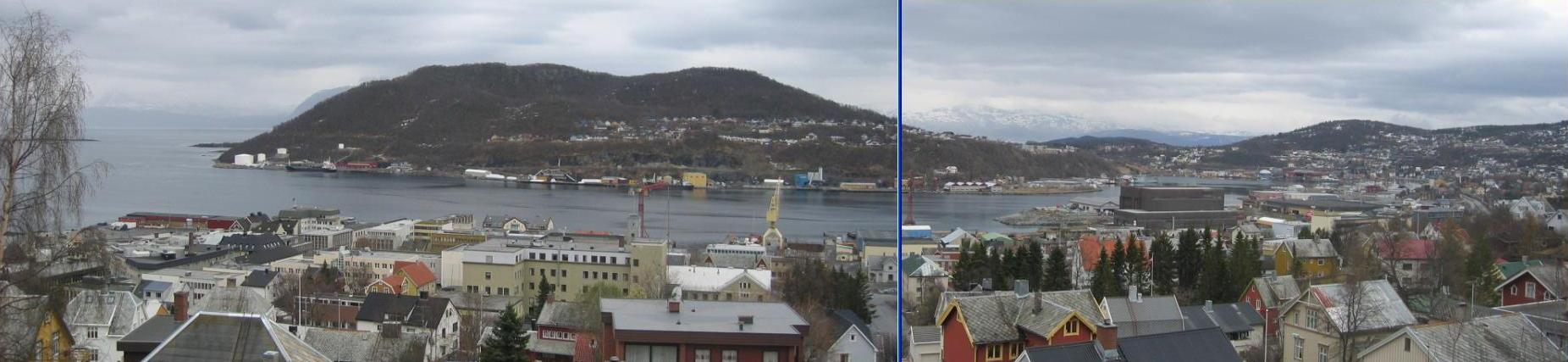
Panoràmica de l'est de la ciutat

## Història
La ciutat de Harstad es va establir com a municipi l'1 de gener de 1904, quan es va separar del municipi de Trondenes. La població inicial de la ciutat de Harstad era de 1.246. L'1 de gener de 1964, els municipis de Sandtorg, Trondenes i Harstad es van fusionar per formar un nou municipi en combinació amb una població de 17.882. Abans de la fusió, Harstad tenia 3.808 habitants. L'1 de gener de 2013, el municipi de Bjarkøy (al nord) es va fusionar amb Harstad, i es formà aleshores l'actual municipi de Harstad.

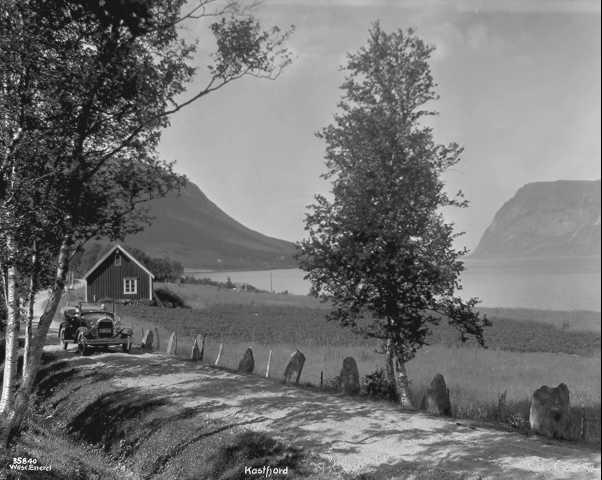
Àrea agrícola a Harstad, any 1931

En els últims anys s'han trobat a la península de Trondenes una destral de bronze de 3.000 anys i un collaret de bronze d'altres 2.600 anys, just al nord del centre de la ciutat. Aquests descobriments, juntament amb una fita trobada prop de la mar, són indicis d'una edat del bronze ben desenvolupada a l'àrea de Harstad.
També hi ha evidència arqueològica important d'una cultura de l'edat de ferro ben desenvolupada a la zona, al voltant del 200 dC.
Trondenes s'esmenta al Heimskringla com un centre de poder durant l'època dels vikings i un lloc per reunir-se i discutir temes importants.
L'església de Trondenes, l'església medieval més septentrional del món, que data del segle xiii a l'xv, està situat als afores de la ciutat.
Al costat de l'església es troba el centre històric de la ciutat i allà s'hi troba un enorme canó terrestre usat durant la Segona Guerra Mundial, i l'últim de quatre canons originalment construïts pels nazis. Harstad és una de les poques ciutats en aquesta part de Noruega, que en gran part no fou danyada durant la guerra.

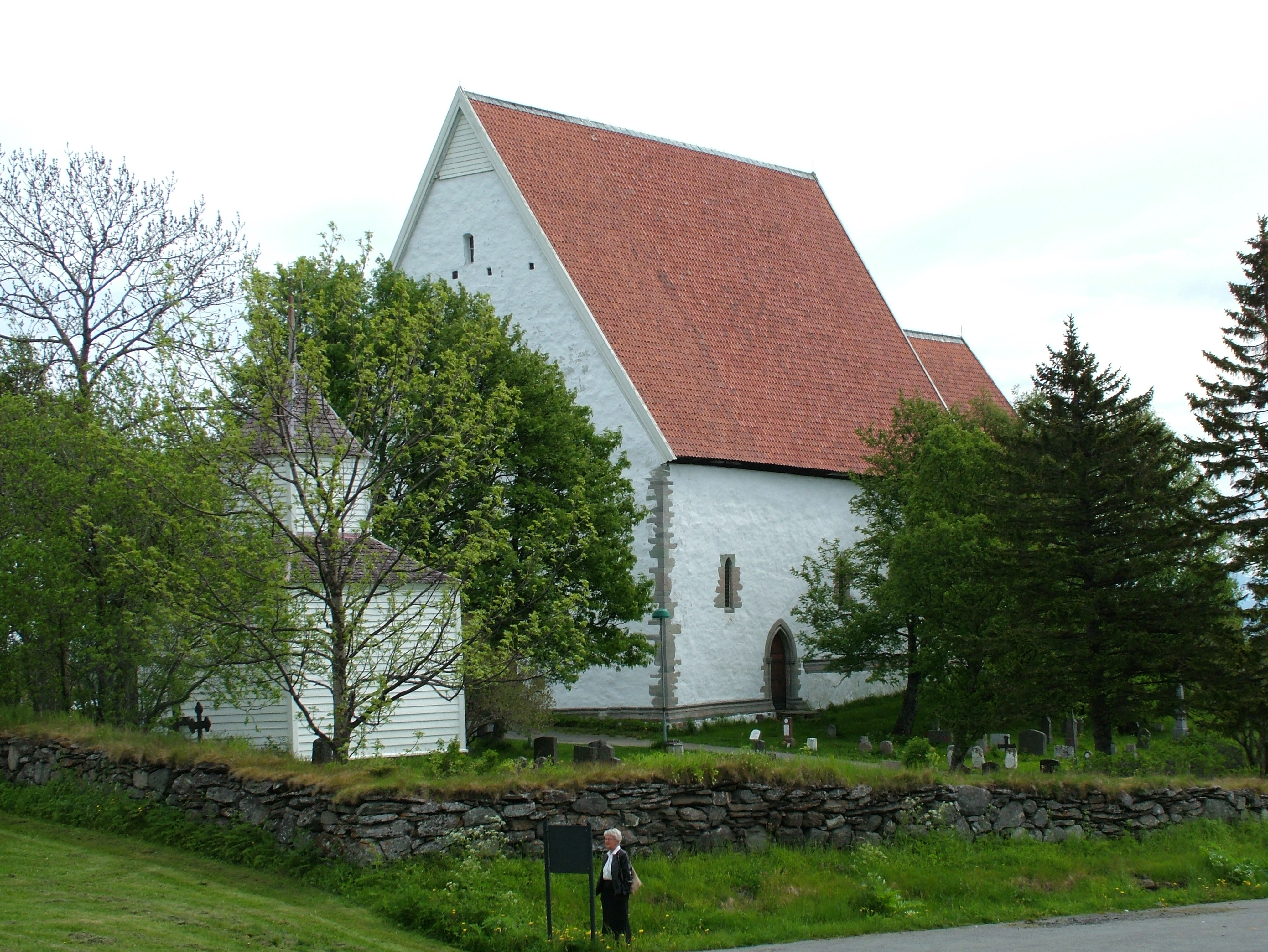
Església de Trondenes

## Etimologia

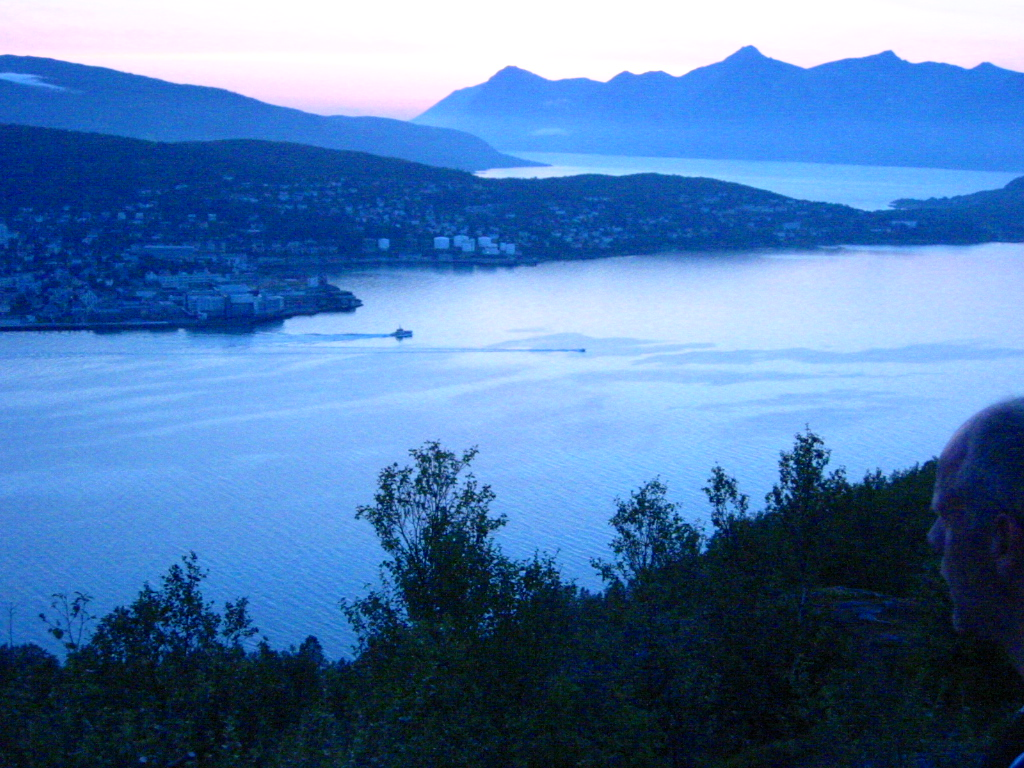
Nord de Harstad a la nit, a principis d'agost. Vista cap al nord-oest des del Gangsåstoppen

El nom de la ciutat és molt probable que provingui del nom de l'antiga granja homònima (Harðarstaðir en nòrdic antic), ja que es basa en la seva terra. El primer element és el genitiu del nom masculí Hörðr, i l'últim element és staðir que significa "casa" o "granja".

## Escut d'armes
L'escut d'armes és relativament modern. Se'ls hi va concedir el 24 d'abril de 1953. El fons blau simbolitza el mar i les línies blanques platejades representen les ones.

## Economia
La indústria petroliera de Nord-Norge se centra en Harstad; incloent l'oficina principal de l'empresa Statoil. the DNV office for Northern Norway, Harstad també té drassanes i altres indústries que són importants per a l'economia. and Aibel. Harstad i els seus voltants han estat tradicionalment una de les regions agrícoles més productives al nord de Noruega.

## Institucions i cultura

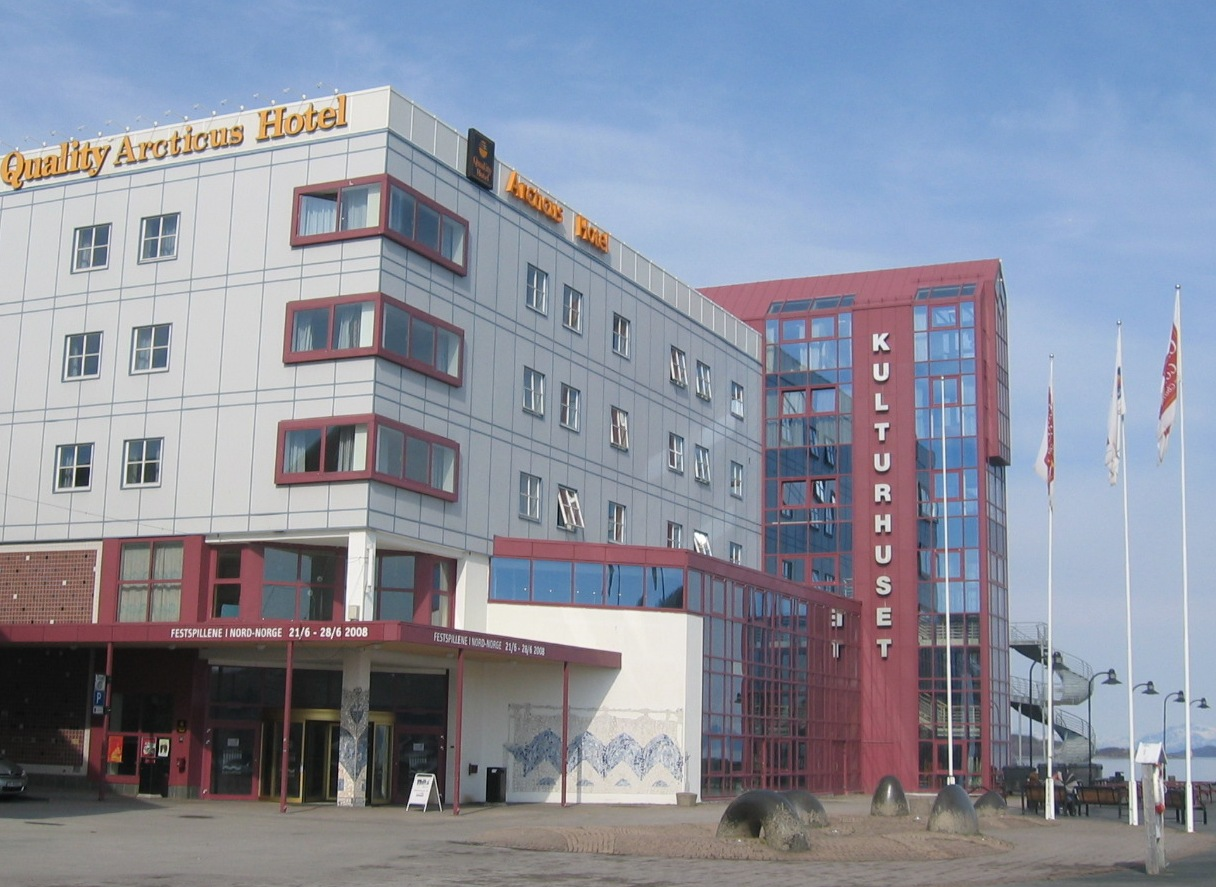
Casa de Cultura de Harstad

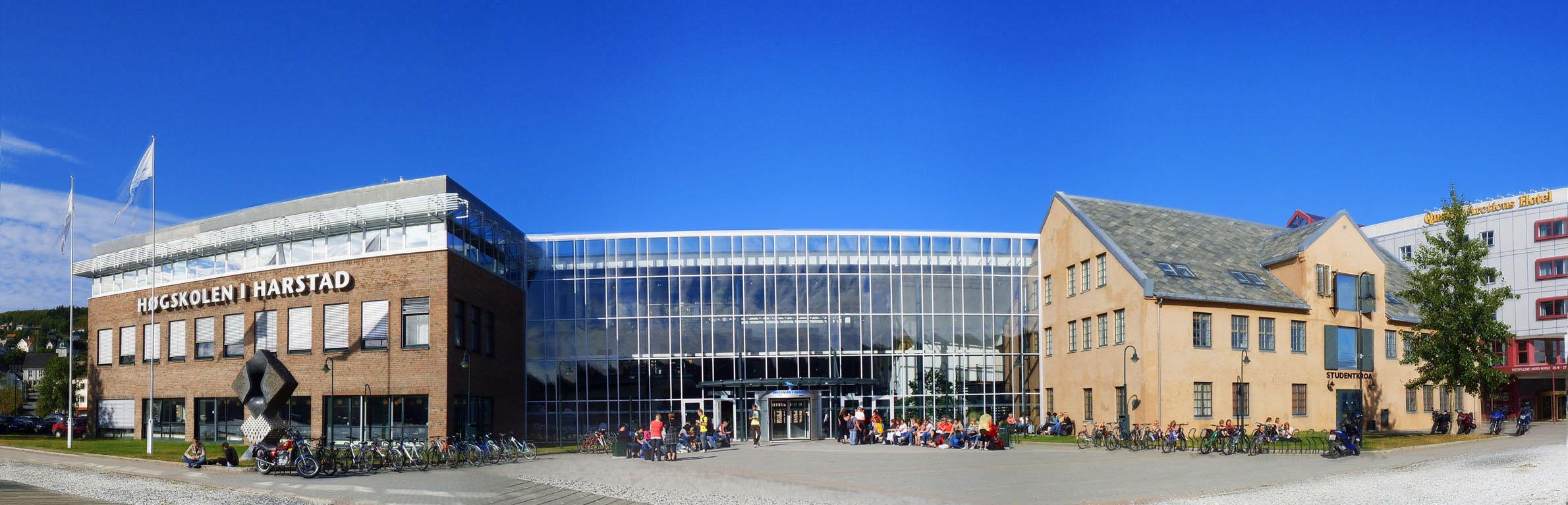
Universitat de Harstad

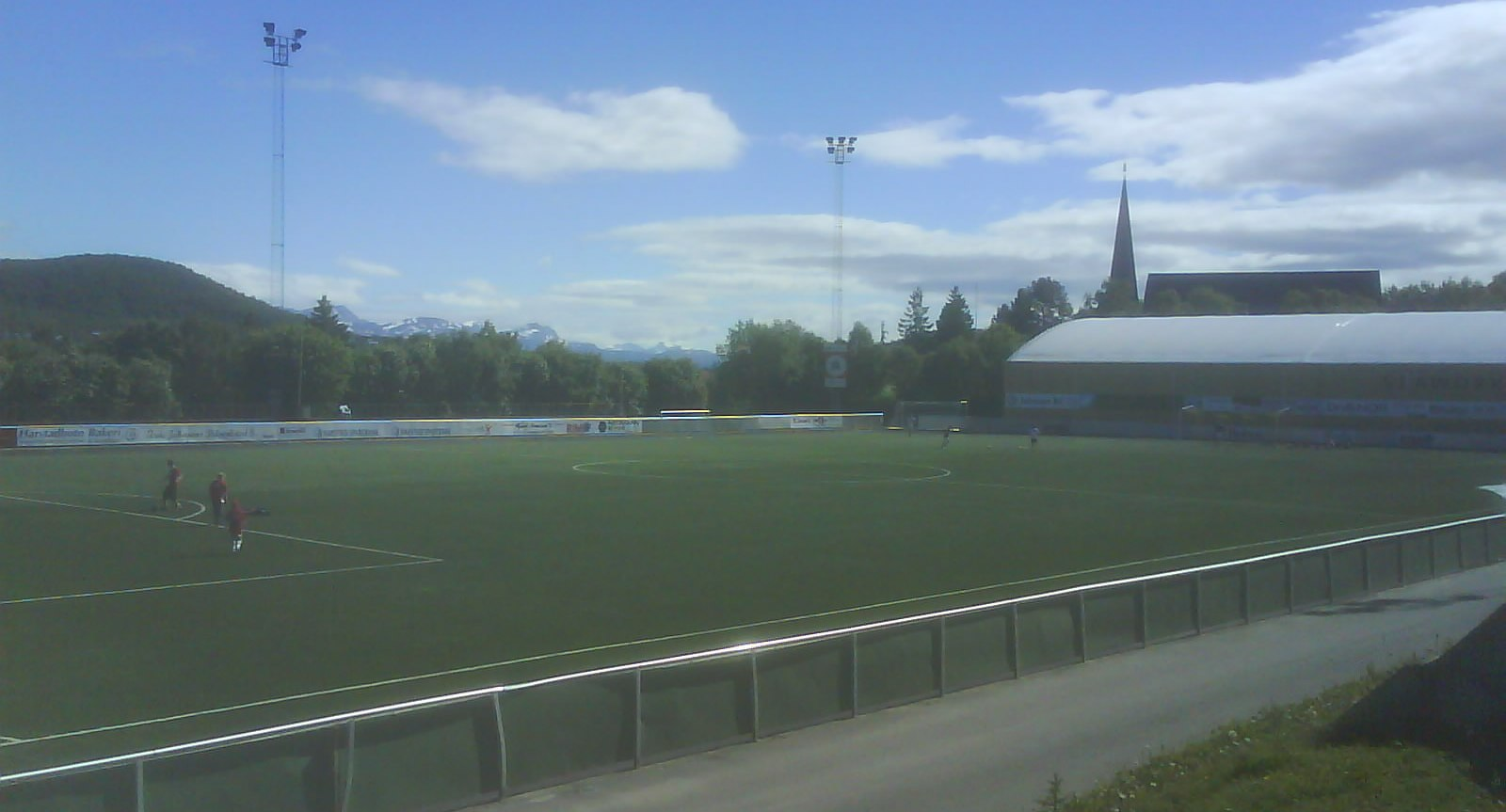
Estadi de futbol de Harstad (juny 2007)

La ciutat acull durant una setmana anualment el Festival de juny del Nord de Noruega. La Universitat de Harstad, amb aproximadament 1.100 estudiants, té un programa d'intercanvi estranger pròsper amb estudiants de tot el món. L'hospital en Harstad és part de l'Hospital Universitat del Nord de Noruega.
L'equip local de futbol més reeixit és Harstad Idrettslag (aka HIL), i l'equip de bàsquet de més èxit són els Vikings Harstad.

### Esglésies
L'Església de Noruega compta amb cinc parròquies (sokn) al municipi de Harstad. És part del deganat de Trondenes a la Diòcesi de Nord-Hålogaland.
| Parròquia (Sokn)   | Nom de l'església     | Localització de l'església | Any de construcció |
| ------------------ | --------------------- | -------------------------- | ------------------ |
| Bjarkøy og Sandsøy | Església de Bjarkøy   | Nergården                  | 1766               |
| Bjarkøy og Sandsøy | Església de Sandsøy   | Sandsøya                   | 1888               |
| Grytøy             | Església de Grøtavær  | Grøtavær                   | 1915               |
| Grytøy             | Església de Lundenes  | Lundenes                   | 1974               |
| Harstad            | Església de Harstad   | Harstad                    | 1958               |
| Kanebogen          | Església de Kanebogen | Kanebogen                  | 1999               |
| Sandtorg           | Església de Gausvik   | Gausvik                    | 1979               |
| Sandtorg           | Església de Sandtorg  | Sørvika                    | 1932               |
| Trondenes          | Església de Trondenes | Trondenes                  | 1400s              |
| Trondenes          | Capella d'Elgsnes     | Elgsnes                    | 1985               |

## Fills il·lustres
- Hans Egede (1686-1758), sacerdot, apòstol de Groenlàndia